# Výhrada svědomí
Výhrada svědomí je koncept umožňující řešit závažné konflikty svědomí. Na jejím základě může člověk odmítnout konat něco, co je v příkrém rozporu s jeho svědomím. Definována může být pouze na základě svědomí, nebo případně na konkrétnějším základě (například morálním a věroučném učení církve, ke které se dotyčný hlásí). Výhrada je zavedena v právních systémech mnoha států, zejména pak v oblastech týkajících se vojenské služby a medicínské praxe.

## Východiska
Výhrada svědomí vychází z předpokladu, že jednotlivec je svobodnou bytostí, která se může dobrovolně podrobit autoritě, ovšem nesmí být k takovému jednání nucena. Uplatnění nachází především v těch společnostech, v nichž státní moc prostřednictvím legislativy zasahuje do morální sféry.

## Možnosti výhrady svědomí

### Vojenská služba
V případě vojenské služby řada států, zejména demokraticky orientovaných, umožňuje či umožňovala (před profesionalizací ozbrojených sil) obvykle z důvodu svědomí odmítnout jinak povinnou službu v armádě či službu se zbraní; stát pak ale často má zavedenou nějakou formu civilní služby (např. v Česku umožněna v letech 1990–2005).

### Medicína
V případě medicínské praxe dochází k uplatňování výhrady svědomí zejména v otázce účasti personálu na provádění interrupcí a eutanazie. Tento typ je zaveden např. ve Velké Británii, Česku a na Slovensku.

### Média
Výhradu svědomí mají ve svých předpisech zakomponovány v různých souvislostech i mediální organizace, například Česká televize v bodu 4.3 Kodexu České televize zaručuje právo na výhradu svědomí, která umožní tvůrci předem odmítnout účast na zpracování určitého tématu, aniž by za to byl sankcionován.

### Homosexualita
Jde zejména o oficiální stejnopohlavní svazky. O výhradu svědomí se ucházejí úředníci, kteří odmítají homosexuální páry oddávat či registrovat jejich svazky – např. ve Španělsku – a možnost homosexuálních párů adoptovat děti. Ve Velké Británii byl po dlouhé debatě schválen zákon, podle kterého nemohou výhradu svědomí uplatnit ani církvemi zřizované instituce a musí připustit homosexuální uchazeče o adopci; katolická církev poté oznámila, že postupně patrně zruší všechny své adopční programy.

## Kontroverze výhrady svědomí
Otázka výhrady svědomí je v některých oblastech velmi kontroverzní a často se o ni vede tvrdý boj.
Encyklika Evangelium vitae papeže Jana Pavla II. zdůrazňuje, že „odmítnutí účasti na nespravedlivém konání není pouze morální povinností, ale je to i základní lidské právo, které občanský zákon musí uznat a chránit.“ a že „lékaři, zdravotničtí pracovníci, vedoucí zdravotnických zařízení a nemocnic musí umožnit zaměstnancům odmítnutí účasti při povolování, přípravě i výkonu takovýchto zločinů proti životu“.
Na Slovensku například je sice výhrada svědomí v medicínské praxi zavedena, ale ve sporu nad jejím ukotvením v rámci mezinárodní smlouvy s Vatikánem padla vláda. V současné době navíc slovenský ministr zdravotnictví vydal prohlášení, že ji hodlá zrušit – v katolickém Slovensku je totiž podíl lékařů a zdravotnického personálu odmítajících provádět interrupce tak velký, že se projevuje až na úrovni významného podílu celých státních nemocnic – buďto z důvodu postoje jejich vedení, nebo z toho důvodu, že nemocnice není schopná dát dohromady chirurgický tým k provedení zákroku.